# Лаварден, Жан де Бомануар
Жан III де Бомануар (фр. Jean III de Beaumanoir; 1551 — 13 ноября 1614, Париж), маркиз де Лаварден — французский военачальник эпохи Религиозных войн, маршал Франции, известный как маршал Лаварден.

## Биография
Сын Шарля де Бомануара, сеньора де Лавардена, и Маргерит де Шурс. Сеньор и маркиз де Лаварден, граф де Негрепелис, барон де Люсе, сеньор де Маликорн, капитан пятидесяти тяжеловооруженных всадников. Воспитывался вместе с Генрихом Наваррским, принцем Беарнским. Военную карьеру начал в 1567 году, приняв участие в битве при Сен-Дени, где был легко ранен. В 1569 году участвовал в осаде Пуатье, начатой адмиралом Колиньи 14 июля.
По словам Лавардена:

Когда в городе решили, что мы сейчас пойдем на приступ, более восьмидесяти дам встали на стене по обе стороны бреши, без сомнения, с намерением удвоить храбрость своих мужей, братьев и отцов, и дать им подобные же свидетельства своего достоинства; штурм не имел места, и через несколько дней мы сняли осаду.— Poullain de Saint-Foix G.-F.. Histoire de l'Ordre du Saint-Esprit. T. II. — P., 1775, pp. 158—159
После смерти отца, убитого во время резни Святого Варфоломея, перешел в католицизм (по утверждению графа де Салаберри, под давлением и угрозами со стороны Карла IX и Екатерины Медичи).
Самому ему в те дни едва удалось избежать смерти, и «без мадам де Дампьер, которая спрятала его в своей скрытой гардеробной, он был бы мертв и утоплен, как и отец». После трех дней пребывания в этом убежище дочь госпожи де Дампьер маршальша де Рец вывезла Лавардена, переодетого горничной, в местность в двенадцати лье от столицы.
18 ноября 1572 разделил владения со своей единокровной сестрой Элизабет, дамой де Ланже.
Патентом от 1 марта 1574 набрал пехотный полк своего имени, с которым участвовал в завоевании Нижней Нормандии графом де Матиньоном. 17 апреля граф предпринял осаду Сен-Ло. Оставив одного из своих заместителей (Бюсси д'Амбуаза) вести эту осаду, Матиньон вместе с Лаварденом выступил к Домфрону, при штурме которого Бомануар был трижды ранен. Затем граф овладел Сен-Ло и Карантаном. Лаварден сопровождал его в этих экспедициях, а в следующем году участвовал в захвате Мон-Сен-Мишеля.
Недовольный отказом Генриха III дать ранее обещанное командование гвардейской ротой, вернулся к королю Наваррскому, которого убеждал покинуть двор. В феврале 1576 Генрих бежал на юг и Лаварден, бросив полк, последовал за ним, получив взамен должность полковника французской пехоты короля Наваррского.
Сам он, якобы, рассказывал эту историю следующим образом:

Дюга, кампмейстер Французской гвардии, был убит Витто, я просил его место у короля, который мне его пообещал, но на следующий день дал его Бове-Нанжи. Я был очень чувствителен к этому нарушению слова; и тогда я присоединился к тем, которые уже долгое время советовали королю Наваррскому спасаться бегством от двора, где его жизнь не была в безопасности, что он и исполнил 4 февраля 1576 под предлогом поездки на охоту. Наша свита остановилась, чтобы перекусить в Монфор-л'Амори, и этот принц, который однажды должен был выиграть такие битвы и завоевать свое королевство, думал быть убитым на гумне ударом садового ножа какой-то старухи, дочку которой он ласкал. К счастью, я был в другом конце этого гумна и быстро бросился, чтобы отразить удар ножа, которым эта старая хотела сзади раскроить ему голову.— Poullain de Saint-Foix G.-F.. Histoire de l'Ordre du Saint-Esprit. T. II. — P., 1775, pp. 160—161
Брантом объясняет отказ Генриха III тем обстоятельством, что король «был очень мудрым» и опасался доверять заботу о своей охране человеку, «который был вскормлен и принадлежал к группировке короля Наварры».
В том же году Генрих Наваррский попытался хитростью овладеть городом Эоз в Арманьяке, направив 25 дворян, переодетых слугами, чтобы захватить одни из ворот, как только те будут открыты. Замысел провалился, и тогда король вступил в переговоры. Пользуясь этим, Лаварден с дворянами подошел к другим воротам, с помощью слесаря открыл замок и ввел в город войска.
Затем Лаварден осадил Вильфранш в Перигоре. Пока шли переговоры с гарнизоном, войска взяли город штурмом и разграбили («Гражданская война разгорелась снова, я взял приступом Вильфранш в Перигоре; было много грабежа, девиц и женщин изнасиловали, сколько крови пролилось; меня обвиняли при дворе, что вечером я имел двух очень красивых монашек»). Участвовал в осаде Марманда (1577) и взятии Каора (1580) Генрихом Наваррским. Был губернатором Лектура.
В мае 1578 в городе Люсе в Мене у Бомануара вышла ссора с юным сюринтентендантом Ранданом, сыном Шарля де Ларошфуко, поскольку они оба добивались руки юной и богатой вдовы Монтазье. Бомануар убил в поединке своего противника, после чего бежал на юг к Генриху Наваррскому. Пьер де л’Этуаль называет это убийство «варварским».
Через некоторое время Лаварден снова перешел на сторону королевского двора:

Октябрь того же года. Королева-мать прибыла в Нерак, чтобы сделать предложения королю Наваррскому. Этот принц сказал мне однажды очень грубо, что мои постоянные ухаживания за мадемуазель Дайель ему невыносимы; эта грубость и другие основания для недовольства, которые он мне уже дал, заставили меня выслушать обещания королевы-матери, я покинул сторону гугенотов и вернулся к Генриху III, который по-доброму меня принял.— Poullain de Saint-Foix G.-F.. Histoire de l'Ordre du Saint-Esprit. T. II. — P., 1775, p. 161
Поссорившись с кальвинистами, он уехал в Пуату, которым управлял его дядя по матери Жан де Шурс. Вернувшись ко двору, 20 июня 1586 получил должность лагерного маршала, и в составе войск герцога Жуайёза выступил в поход на юг. В начале августа Жуайёз заставил гугенотов снять осаду Компера в Руэрге, подчинил Мальзьё в Жеводане, взял Марвежоль (22.08), город и замок Пер (4.09), Эссен в Руэрге, и начал в конце ноября осаду Сальваньяка.
В следующем году в составе той же армии Лаварден участвовал во взятии Сен-Мексана, Тонне-Шаранта и Майзе в Пуату, где война велась с крайней жестокостью. 15 августа Жуайёз сдал командование Лавардену, с приказом увести войска в Турень. Королевская армия начала отступление, преследуемая Генрихом Наваррским до Ла-Э. Бомануар укрылся в этой крепости под защитой двух кулеврин; Генрих начал осаду, но, не имея с собой ни одного орудия, был вынужден отступить.
20 октября 1587 командовал авангардом в битве при Кутра, атаковал, разбил и преследовал легкую кавалерию Генриха Наваррского, но не смог переломить ход сражения, проигранного королевскими войсками. Вернувшись из погони и увидев, что армия разгромлена, а Жуайёз убит, Лаварден вместе с остатками разбитых частей укрылся в Обтере.
В 1588 году воевал под командованием герцога Неверского в Пуату и Сентонже, 18 октября самостоятельно взял город Маран, затем, с 8 декабря по март 1589 участвовал в подчинении Молеона, Монтегю, Ла-Гарнаша и тридцати шести крепостей в Нижнем Пуату.
17 июня 1589 был назначен лагерным маршалом в Бретонскую армию графа де Суассона. Сопровождал командующего до Ренна, к которому тот подошел с небольшим отрядом. Герцог де Меркёр внезапно атаковал их и разбил у Шатожирона.
Одним из первых перешел на сторону Генриха IV в августе 1589. В 1590 году участвовал в осаде Парижа. Генрих дал ему губернаторство в Сен-Дени, но в том же году должность была передана Доминику де Вику. 14 ноября в Шони Лаварден был назначен генеральным наместником Мена, Перша и Лаваля на место умершего Филиппа д'Анжена дю Фаржи.
В следующем году привел принцу Домбскому в Бретань две сотни конных и восемьсот пехотинцев для борьбы с Меркёром. У лигеров удалось отнять несколько позиций, но принудить герцога к сражению с имевшимися силами было невозможно, и Лаварден вернулся в Мен. В 1591—1592 годах участвовал в осадах Руана и Шартра, был ранен в битве при Омале.
26 ноября 1592 сменил генеральное наместничество в Мене, Перше и Лавале на губернаторство в тех же провинциях, ставшее вакантным после гибели герцога Антуана-Сипьона де Жуайёза.
Рыцарь орденов короля (7.01.1595). 19 октября того же года в Перонне был назначен маршалом Франции. 4 июля 1601 сеньория Лаварден была возведена в ранг маркизата, а шателения Люсе стала баронией. В 1602 году назначен командующим в Бургундии и недавно завоеванном Бресе. После ареста маршала Бирона овладел всеми крепостями, которые тот удерживал, и подчинил эту провинцию. В середине июня 1602 года Генрих IV, опасавшийся в связи с заговором Бирона возможного испанского вторжения, приказал Лавардену перекрыть Грезенский мост через Рону, по которому, в соответствии с Лионским договором, должны были проследовать в Нидерланды набранные королем Испании неаполитанские войска. Тревога оказалась ложной, и в августе приказ был отменен.
Был одним из семи сеньоров, находившихся в королевской карете во время покушения Равальяка, и сидел вместе с герцогом де Монбазоном напротив короля.
На коронации Людовика XIII 17 октября 1610 исполнял функции великого магистра Франции. В марте следующего года был направлен чрезвычайным послом в Англию для подтверждения прежних союзов.
Умер два года спустя в своем парижском особняке. Останки были перевезены в Ле-Ман и погребены в кафедральном соборе в часовне Сен-Жан.
Относительно истории с покушением на Храброго Бюсси, с которым дюжина убийц, нанятых Лаварденом, должна была расправиться на улице Гренель, Брантом рассказывает, что Бюсси и Бомануар, вернувшийся из владений короля Наваррского, собирались выяснить отношения, и встреча была назначена в Ле-Люде, во владениях губернатора Пуату графа дю Люда, известного своим благородством.
Дю Люд запер обоих в своем саду и держал там, пока они не согласились помириться, после чего оба несколько дней «ели и спали вместе» и «совершали тысячу безумств», расставшись друзьями. Брантом находит весьма странным, что двое людей с таким жестоким и агрессивным нравом смогли уладить свои разногласия подобным образом, но, по его словам, ему об этом рассказал сам Лаварден в покоях королевы-матери в Ла-Реоле в 1578 году, когда она привезла свою дочь к мужу (а чтобы никто не сомневался, добавляет, что Лаварден «еще жив, он об этом может вспомнить»).

## Семья
Жена (27.12.1578): Катрин де Кармен, графиня де Негрепелис, баронесса де Лонак, единственная дочь и наследница Луи де Кармена, графа де Негрепелиса, и Маргерит де Фуа-Кандаль
Дети:
- Анри I (ум. 5.1633), маркиз де Лаварден. Жена (контракт 7.04.1614): Маргерит де Лабом, дочь Ростена де Лабома, графа де Сюз, и Мадлен де Прес-Монпеза
- Жан (ум. 1615), барон де Тюсе. Жена: Катрин де Лонгваль
- Шарль (ок. 1586—17.11.1637), епископ Ле-Мана
- Клод I (ум. 6.02.1654), виконт де Сен-Жан. Жена (1616): Рене де Лашапель (ум. 26.03.1672), дама де Варенн, дочь Филибера де Лашапеля и Шарлотты Фер
- Клод (ум. 1622), сеньор де Лонак, кампмейстер Пьемонтского полка. Смертельно ранен при осаде Сент-Антонена[фр.]
- Мартен (ум. 1621), барон де Мийес. Убит при осаде Сен-Жан-д'Анжели
- Эмманюэль, сеньор де Мезанжер, аббат Сен-Лиже в Пуату. Ум. малолетним
- Жан-Батист-Луи (ум. ранее 1658), барон де Лаварден и Антуанье, сенешаль Мена, рыцарь ордена короля. В 1635 году руководил сбором арьербана. Жена: Маргерит де Лашевриер, дочь Жана де Лашевриера, сеньора де Ла-Рош-де-Во, и N де Лафос
- Катрин. Муж (31.01.1612): Франсуа дю Плесси, маркиз де Жарзе в Анжу, рыцарь ордена короля

## Комментарии
1. ↑  Придворная дама из «летучего эскадрона» Екатерины Медичи, которой увлекся Генрих Наваррский; гречанка, спасенная с Кипра, захваченного турками в 1571 году. Королева-мать вела в Гиени переговоры с зятем в конце 1578 — начале 1579 года (Poullain de Saint-Foix, p. 161; Клула, с. 306)
2. ↑  Переправа на Испанской дороге, отошедшая к Франции по итогам франко-савойской войны 1600—1601 годов